# Cybermutt
Cybermutt es una película de televisión canadiense de 2003 dirigida por George T. Miller. Está protagonizada por Judd Nelson, Ryan Cooley, Michelle Nolden, Paulina Mielech, Tonio Arango, Joe Pingue, Pedro Salvin, Khafre Armatrading, Bryon Bully y Ian Bradley-Perrin. La película se estrenó el 26 de mayo de 2003. 

## Sinopsis
La historia se centra en un niño llamado Nino (Ryan Cooley), y el perro de su familia, Rex, que adquiere un papel significativo en la vida de Nino después de que el niño pierde a su padre producto de un cáncer. Durante un paseo en el parque con Nino y su madre (Michelle Nolden), Rex logra salvar la vida del inventor y genio Alex (Judd Nelson). Rex resulta gravemente herido durante su acto de heroísmo y Alex, como un gesto de agradecimiento, toma el perro de vuelta a su laboratorio para reconstruirlo biónicamente. Rex adquiere súper poderes y se convierte en el blanco de villanos determinados en conseguir esa nueva tecnología a cualquier precio.

## Reparto
- Judd Nelson – Alex
- Ryan Cooley – Nino
- Michelle Nolden – Juliet
- Paulina Mielech – Erica
- Tonio Arango – Temple
- Joe Pingue – Max
- Pedro Salvin – Rubio
- Khafre Armatrading – Kyle
- Bryon Bully – Bravucón #1
- Ian Bradley-Perrin – Bravucón #2

- Datos: Q5197811